# Riksdagsvalet på Åland 1924
I Riksdagsvalet (lantdagsvalet) 1 och 3 mars 1924 på Åland så röstade 4 921 av 13 135 röstberättigade ålänningar. Nu fanns det åter med en åländsk kandidat Brändö-bon Anders Forsberg att rösta på. Till skillnad från de två senaste val 1919 och 1922 så presenteras vallistorna i Ålandstidningen.

## Valupptakten
Det är inget större engagemang i det åländska riksdagsdebatten, dock så manar Ålandstidningen att ålänningarna skall gå och rösta på Anders Forsberg.

## Svenska Folkpartiets listor på Åland
Anders Forsberg fanns med på fyra stycken tvåmanna listor.  I listan 46, så är även en ålänning med, den Ålandsfödda Johan Sjöblom.
| 1. | Johan Alexander Sjöblom | Justierådman | Helsingfors stad |
| 2. | Anders Forsberg         | Bonde        | Brändö           |

| 1. | Anders Forsberg  | Bonde | Brändö       |
| 2. | Sigrid Furuhjelm | Fru   | Helsingfors. |

| 1. | Anders Forsberg | Bonde       | Brändö |
| 2. | Karl F. Laurén  | Jordbrukare | Pargas |

| 1. | Anders Forsberg   | Bonde    | Brändö       |
| 2. | Rafael Colliander | Redaktör | Helsingfors. |

## Valresultatet

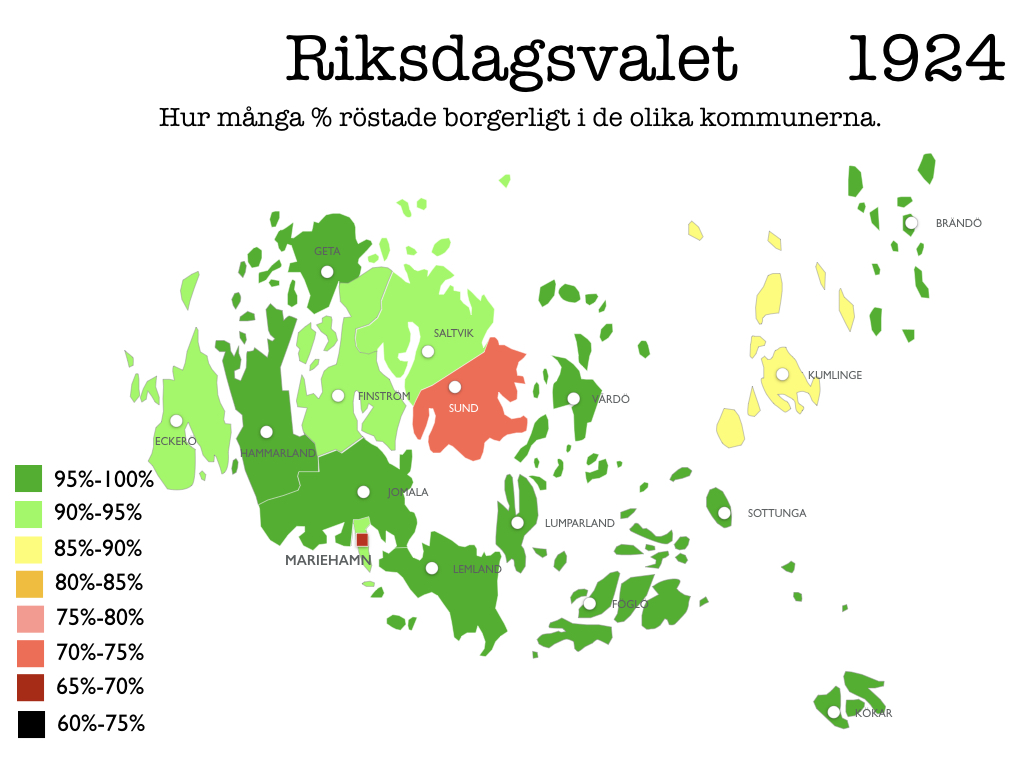
Kartan visar hur borgerligt ålänningarna röstade i riksdagsvalet 1924 och detta per kommun.

I riksdagsvalet 1924 är det fortfarande långt kvar till röstningsnivåerna 1907-1917 som låg över 60 procent. Det är dock nästans dubbelt mera än bottennoteringen 1922. Val deltagarprocenten blir 37,5 procent. 
Ålänningen Anders Forsberg kom in i riksdagen på sitt första försök. Han fick 3 716 röster enligt Ålandstidningen och ett röstetal som motsvarade 8 511 och det räckte till en 6:e plats i Åbo läns valdistrikt. 
|            | Röstberättigade | Röstberättigade | Röstberättigade | Valdeltagande | Valdeltagande | Valdeltagande | Valdeltagande | Valdeltagande | Valdeltagande |
| Antal      | Antal           | Antal           | Röstberättigade | Procent       | Procent       | Procent       |               |               |               |
|            | Män             | Kvinnor         | Totalt          | Män           | Kvinnor       | Totalt        | Män           | Kvinnor       | Totalt        |
| ---------- | --------------- | --------------- | --------------- | ------------- | ------------- | ------------- | ------------- | ------------- | ------------- |
| Mariehamn  | 327             | 496             | 823             | 171           | 243           | 414           | 52,3 %        | 49,0 %        | 50,3 %        |
| Eckerö     | 338             | 383             | 721             | 127           | 130           | 257           | 37,6 %        | 33,9 %        | 35,6 %        |
| Hammarland | 502             | 601             | 1 103           | 142           | 130           | 272           | 28,3 %        | 21,6 %        | 24,7 %        |
| Jomala     | 756             | 861             | 1 617           | 215           | 170           | 385           | 28,4 %        | 19,7 %        | 23,8 %        |
| Finström   | 565             | 709             | 1 274           | 103           | 155           | 258           | 18,2 %        | 21,9 %        | 20,3 %        |
| Geta       | 304             | 350             | 654             | 120           | 129           | 249           | 39,5 %        | 36,9 %        | 38,1 %        |
| Saltvik    | 657             | 763             | 1 420           | 263           | 265           | 528           | 40,0 %        | 34,7 %        | 37,2 %        |
| Sund       | 473             | 556             | 1 029           | 152           | 163           | 315           | 32,1 %        | 29,3 %        | 30,6 %        |
| Vårdö      | 283             | 334             | 617             | 116           | 136           | 252           | 41,0 %        | 40,7 %        | 40,8 %        |
| Lumparland | 139             | 180             | 319             | 73            | 98            | 171           | 52,5 %        | 54,4 %        | 53,6 %        |
| Lemland    | 495             | 559             | 1 054           | 161           | 314           | 475           | 32,5 %        | 56,2 %        | 45,1 %        |
| Föglö      | 333             | 408             | 741             | 214           | 215           | 429           | 64,3 %        | 52,7 %        | 57,9 %        |
| Kökar      | 213             | 230             | 443             | 108           | 100           | 208           | 50,7 %        | 43,5 %        | 47,0 %        |
| Sottunga   | 83              | 107             | 190             | 51            | 62            | 113           | 61,4 %        | 57,9 %        | 59,5 %        |
| Kumlinge   | 226             | 269             | 495             | 169           | 153           | 322           | 74,8 %        | 56,9 %        | 65,1 %        |
| Brändö     | 275             | 360             | 635             | 148           | 125           | 273           | 53,8 %        | 34,7 %        | 43,0 %        |
| Totalt     | 5 969           | 7 166           | 13 135          | 2 333         | 2 588         | 4 921         | 39,1 %        | 36,1 %        | 37,5 %        |